# 鎌田吉郎
鎌田 吉郎（かまた よしろう、1935年（昭和10年）11月28日 - ）は、日本の通産官僚。元資源エネルギー庁長官。瑞宝重光章。

## 略歴
- 1954年（昭和29年）3月：東京都立新宿高等学校卒業
- 1958年（昭和33年）3月：東京大学法学部卒業。
- 1958年（昭和33年）4月：通商産業省入省。
- 通商産業省立地公害局保安課長。
- 通商産業省生活産業局原料紡績課長。
- 資源エネルギー庁石油部計画課長。
- 通商産業大臣官房会計課長。
- 1983年（昭和58年）6月：大阪通商産業局長。
- 1985年（昭和60年）6月：通商産業大臣官房総務審議官。
- 1986年（昭和61年）6月：防衛庁装備局長。
- 1987年（昭和62年）6月：通商産業生活産業局長。
- 1988年（昭和63年）6月：資源エネルギー庁長官。
- 1989年（平成元年）6月：退官。
- 1989年（平成元年）8月：株式会社東京銀行顧問。
- 1990年（平成2年）8月：大正海上火災保険株式会社顧問。
- 1991年（平成3年）6月：新日本製鐵株式会社取締役。
- 1993年（平成5年）6月：新日本製鐵株式会社常務取締役。
- 1997年（平成9年）4月：新日本製鐵株式会社代表取締役副社長。
- 1998年（平成10年）6月：石油公団総裁。
- 2004年（平成16年）4月：財団法人流通システム開発センター会長。
- 2004年（平成16年）6月：財団法人中東協力センター理事長。
- 2006年（平成18年）6月：社団法人日本防衛装備工業会理事長。
- 2006年（平成18年）6月：三井金属鉱業株式会社社外監査役。
- 2008年（平成20年）11月：瑞宝重光章を受ける[1]。

## 同期
旧通産省同期入省者には、棚橋祐治、小川邦夫（日本自転車振興会会長、特許庁長官）、佐藤満秋（日本ガス機器検査協会理事長）、弘津匡啓（日本鉄鋼連盟専務理事・事務局長、国土庁長官官房審議官）、井上宣時（日中経済協会理事長）など。

## その他役職
- 財団法人中東協力センター相談役。
- 社団法人日本防衛装備工業会理事長。